# Guest
Guest es una película de género documental dirigida por José Luis Guerin y estrenada en el 2011. Está protagonizada por Chantal Akerman, Tanja Czichy, Charlotte Dupont, José Luis Guerín, Spike Lee y Jonas Mekas. Narra cómo el cineasta José Luis Guerin documenta su experiencia  durante un año viajando como invitado a festivales de cine para presentar su anterior trabajo cinematográfico. Lo que acaba surgiendo es un retrato muy humano y sincero de las personas que conoce cuando se encuentra en las diferentes principales ciudades del mundo.

## Argumento
José Luis Guérin se dedica durante la promoción de una película a acudir a diversos festivales por diferentes partes del mundo del mundo. Guerin, su director, va recorriendo las grandes ciuadades con una pequeña cámara, con un objetivo, y es encontrar un motivo o personaje para su próxima obra. Con forma de diario de viajes, Guest presenta los registros apropiados por este cineasta. El director hizo esta película a través de las personas con las que se topa por el camino. "Lo observado” en este film se manifiesta como lo primero, lo esencial e inagotable del cine. 

## Reparto
- Chantal Akerman como ella misma
- Tanja Czichy como ella misma
- Charlotte Dupont como ella misma
- José Luis Guerín como el mismo
- Spike Lee como el mismo
- Jonas Mekas como el mismo[2]

## Producción
| Productor    | Adrián Guerra      |  |
| Productor    | José Tito Martínez |  |
| Dirigido por | Guerín, José Luis  |  |
| Coproductor  | Miguel Ángel Faura |  |

Guion
José Luis Guerín
Banda sonora
| Gorka Benítez       |
| Masatoshi Kamaguchi |
| David Xirgu         |

Fotografía
| Dirección de fotografía | Gerardo Gormezano Monllor |  |
| Dirección de fotografía | José Luis Guerín          |  |

## Lanzamiento
Calificación por edades
APTA PARA TODOS LOS PÚBLICOS

## Recepción
Comercial
8.460,87 euros.

## Premios
Nominaciones y premios 
- FESTIVAL DE VENECIA

Sección Orizzonti
- FESTIVAL DE SAN SEBASTIÁN

Zabaltegi - Especiales 